# Pismo takri
Pismo takri – alfabet sylabiczny, powstały w północnych Indiach w XVI w. Stosowany był w kilku odmianach jako oficjalny system pisma w różnych regionach Indii i Nepalu do zapisu m.in. języka dogri oraz w dawnym himalajskim królestwie Chamba. Wyszło z użycia na rzecz dewanagari na początku XX w.